# Candélabre
Pour les articles homonymes, voir Candélabres.

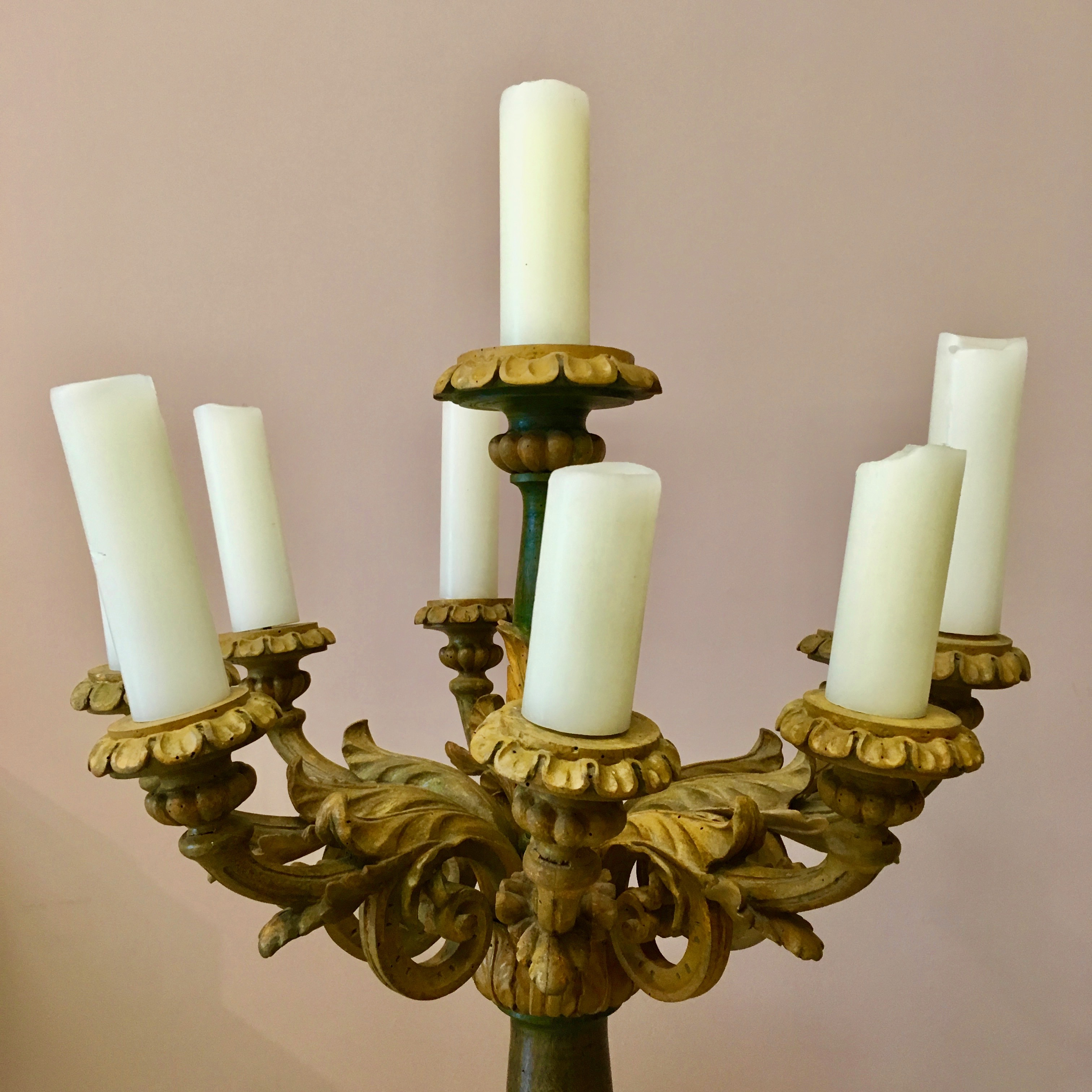
Candélabre, grand séminaire de Montréal.

Un candélabre est un grand chandelier à plusieurs branches. À Versailles, dans la galerie des Glaces, les candélabres étaient posés sur des torchères (sortes de grands guéridons porte-lumière). Il est possible de transformer un simple chandelier en candélabre par l'ajout d'un bouquet à plusieurs bras de lumière.
On nomme plus spécifiquement « girandole » les candélabres garnis de pendeloques de cristal ou de fleurs de porcelaine. Ils se présentent alors comme de petits lustres pyramidaux posés sur un pied.
Ce mot désigne aussi un lampadaire ou un réverbère ; son usage est aujourd'hui vieilli, sauf dans les domaines des travaux publics, de l'aménagement urbain. Il est encore beaucoup usité par certains villageois du canton de Neuchâtel (notamment dans le Val-de-Ruz).

## Galerie

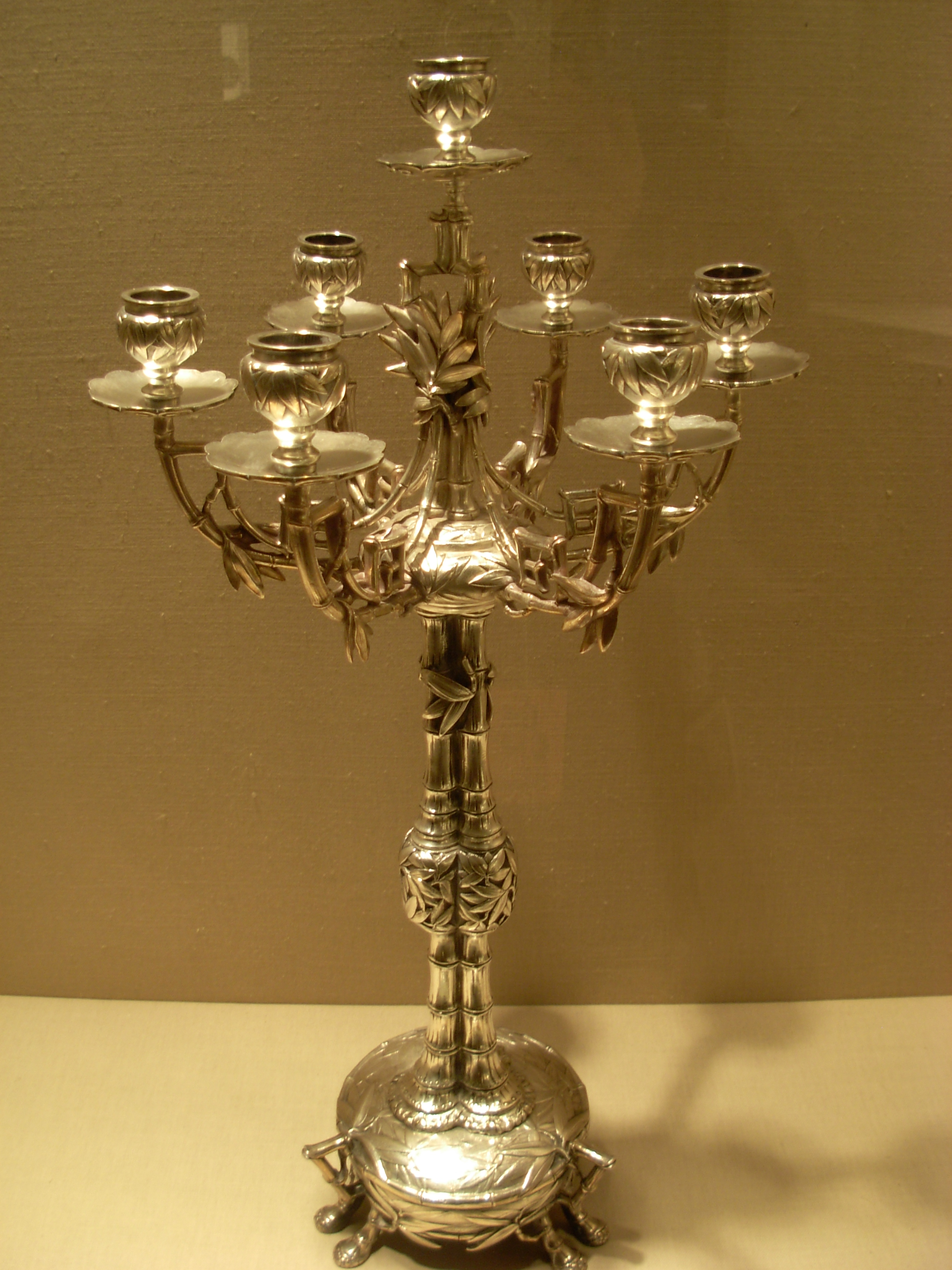
Un candélabre en métal.
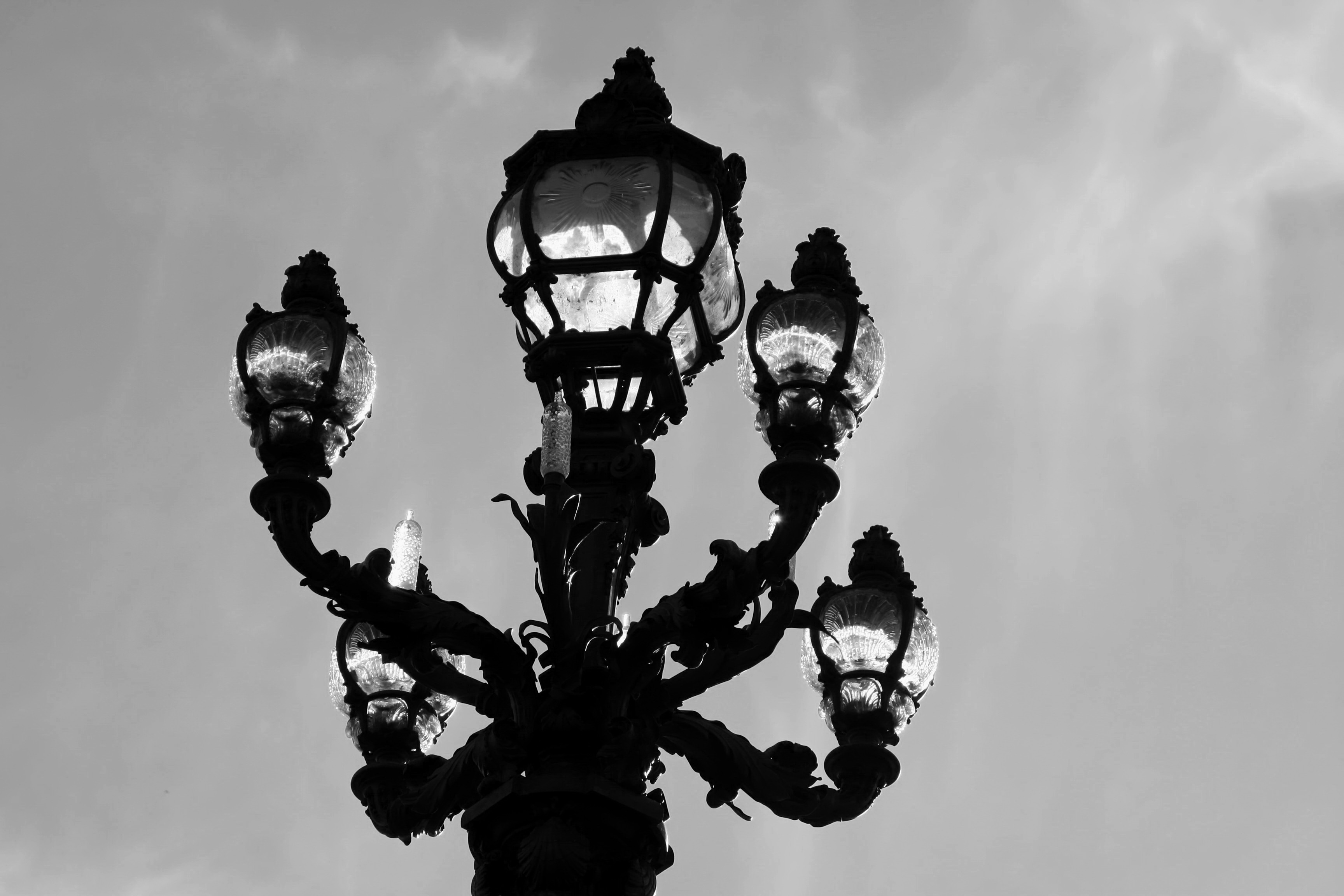
Candélabre d'extrémité du pont Alexandre-III à Paris.
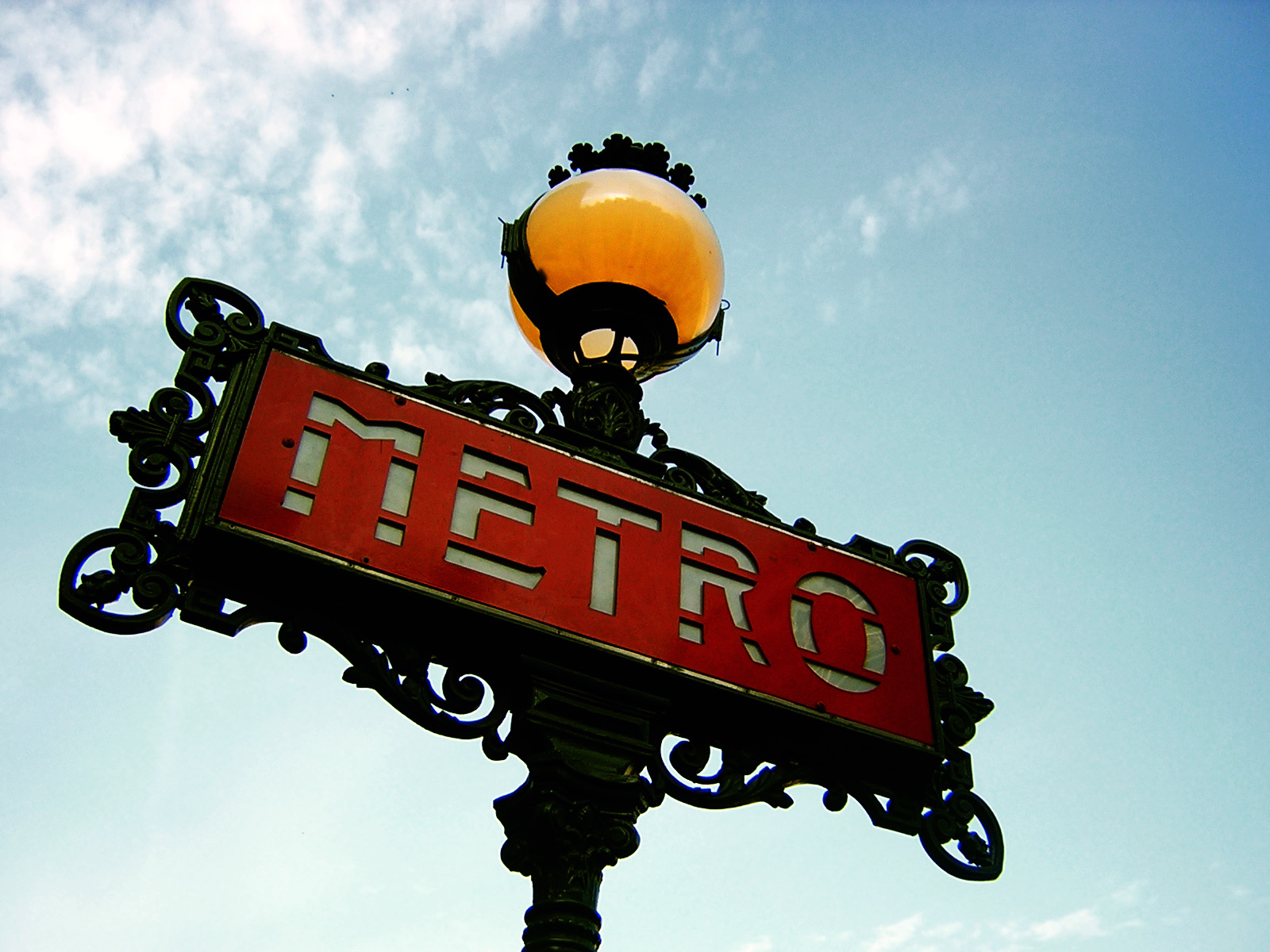
Candélabre de la fonderie d'art du Val d'Osne, indiquant une station du métro de Paris.
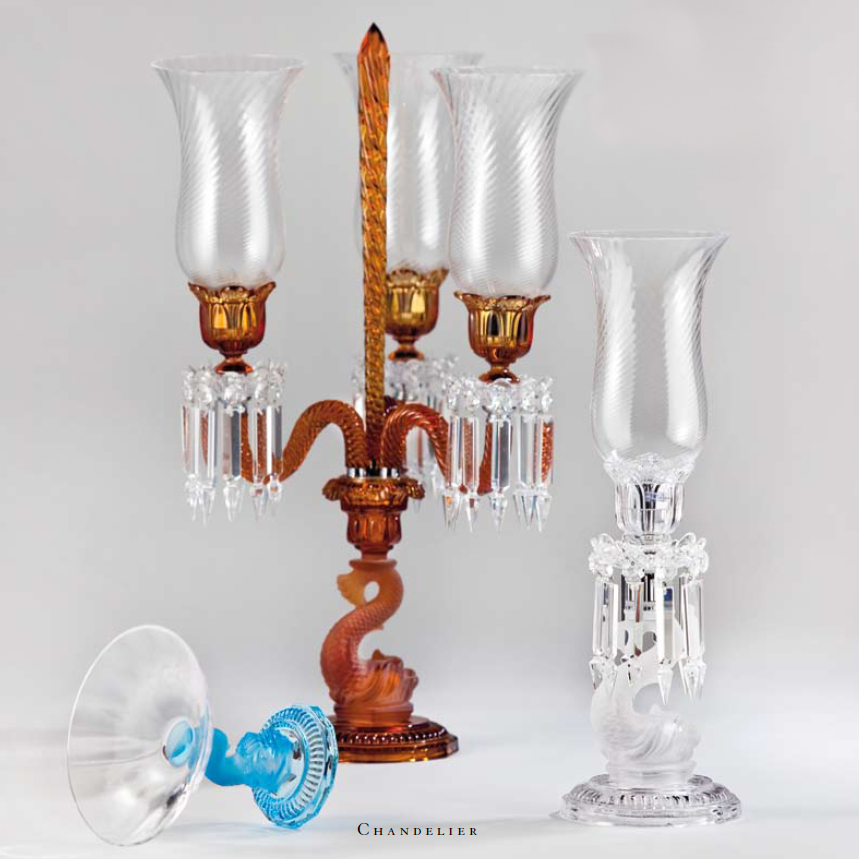
Candélabre Dauphin par la cristallerie de Portieux.

## Motif ornemental
Par analogie de forme avec le chandelier, le candélabre désigne un motif ornemental fait de divers éléments (vases, masques, palmettes, feuillages, rinceaux, objets divers…) superposés symétriquement le long d'un axe vertical. Ce motif ascendant est courant dans le style Renaissance.

Candélabres
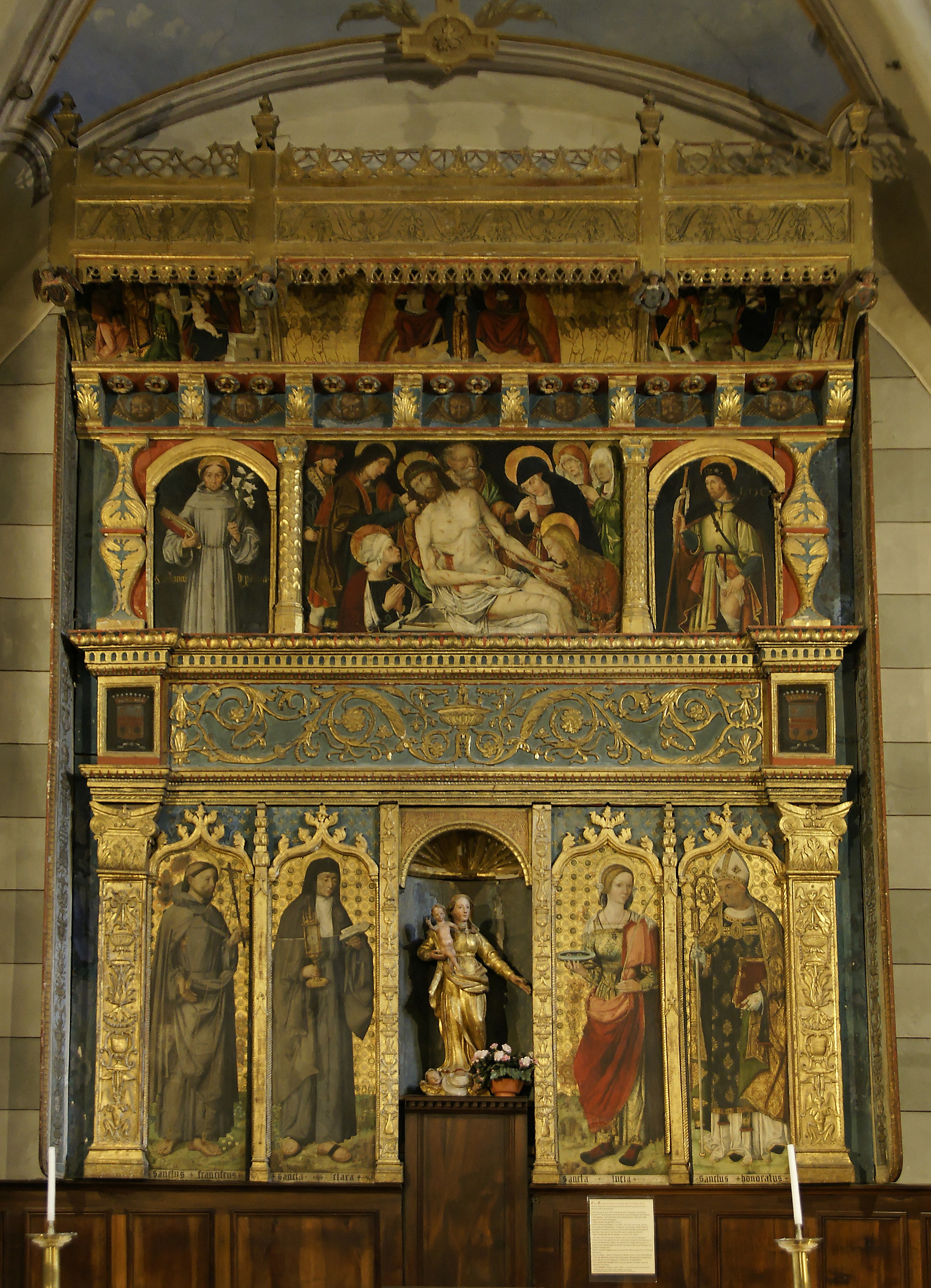
Registre inférieur du retable encadré de piliers ornés de candélabres.
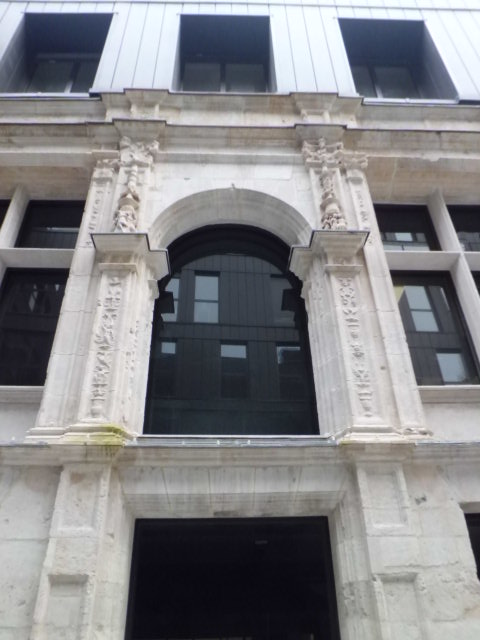
Baie centrale encadrée de pilastres à candélabres, hôtel Romé, Rouen.